# Werner Kirsch (Boxer)
Werner Kirsch (* 16. April 1938 in Werdau; † 29. Juli 2017) war ein deutscher Boxer und Boxtrainer.

## Leben
Der im sächsischen Werdau geborene Kirsch übte die Sportarten Turnen, Fußball, Handball und Leichtathletik aus, ehe er zum Boxen kam. Er nahm als Boxer 1960 als Mitglied der gesamtdeutschen Mannschaft an den Olympischen Sommerspielen teil. 1960 errang er im Federgewicht für den SC Aktivist Brieske-Senftenberg den zweiten Platz bei der Boxmeisterschaft der Deutschen Demokratischen Republik, im Leichtgewicht wurde er 1962 Dritter. Als Mitglied der Boxstaffel des SC Cottbus wurde Kirsch ebenfalls im Leichtgewicht 1963, 1964, 1965 und 1966 DDR-Meister. 1964 nahm er an den innerdeutschen Olympia-Ausscheidungskämpfen zwischen Sportlern der DDR und der BRD teil, verlor dort im Finale aber gegen Wolfgang Schmitt.
Nach seiner Boxlaufbahn war Kirsch in Cottbus als Nachwuchstrainer und dann als Kadertrainer beim TSC Berlin tätig. Als er sich 1975 gegen einen Einsatz eines seiner Boxer als Sparringspartner aussprach, kam es dadurch zum Streit mit Boxsportfunktionären. Kirsch musste daraufhin sein Amt als Boxtrainer aufgeben und war in den folgenden 25 Jahren nicht in dem Sport tätig, sondern arbeitete als Kneipenwirt. Im Jahr 2000 wurde Kirsch auf Vermittlung von Ulli Wegner Trainer des damals neugegründeten Profiboxstalls SES. Kirsch arbeitete sieben Jahre lang als Trainer für SES und betreute dort Boxer wie René Monse, Dirk Dzemski, Robert Stieglitz und Lukas Konecny. Nach seiner Zeit bei SES wurde Kirsch auf Vermittlung Fritz Sduneks 2007 Trainer beim Arena-Boxstall.
Ab 2015 lebte Kirsch in einem Altersheim in Berlin.